# Meloboris proxima
Meloboris proxima är en stekelart som först beskrevs av Perkins 1942.  Meloboris proxima ingår i släktet Meloboris och familjen brokparasitsteklar. Arten är reproducerande i Sverige. Inga underarter finns listade i Catalogue of Life.